# Adromischus nanus
Adromischus nanus là một loài thực vật có hoa trong họ Crassulaceae. Loài này được (N.E.Br.) Poelln. miêu tả khoa học đầu tiên năm 1938.